# کیلب وایلی
کیلب وایلی (انگلیسی: Caleb Wiley؛ زادهٔ ۲۲ دسامبر ۲۰۰۴) بازیکن فوتبال اهل ایالات متحده آمریکا است که در حال حاضر برای باشگاه فوتبال آتلانتا یونایتد بازی می‌کند. 
وی همچنین در تیم‌های ملی فوتبال زیر ۱۷ سال، زیر ۲۰ سال، زیر ۲۳ سال و بزرگسالان ایالات متحده آمریکا بازی کرده است.